# 遍照院 (上尾市)
遍照院（へんじょういん）は、埼玉県上尾市にある真言宗智山派の寺院。

## 歴史
1394年（応永元年）、阿順法印によって開山された。なお江戸時代後期の地誌『新編武蔵風土記稿』によると、境内には建治・応安・永享・文明の銘が入った古碑があるとされており、最古の建治年間（1275年 - 1278年）は、開山年よりも約100年遡ることから、その頃から何らかの形で存在していた可能性がある。なお、これらの古碑は現存していない。
江戸時代には寺領20石が与えられた。これは上尾市内では最大の石高である。

## 文化財
- 山崎武平治碩茂の墓（上尾市指定文化財 昭和34年1月1日指定）[3]

## 交通アクセス
- 上尾駅より徒歩7分。